# Biancaneve e gli 007 nani
Biancaneve e gli 007 nani (Happily N'Ever After 2) è un film d'animazione del 2009 diretto da Steven E. Gordon e Boyd Kirkland, sequel di Cenerentola e gli 007 nani. In Italia il lungometraggio è invece stato distribuito al cinema il 2 ottobre 2009.
La casa di produzione Vanguard Animation, produttrice del primo film, non ha partecipato in nessuna forma alla produzione di questa pellicola.

## Trama
Nel Regno delle Favole tutto trascorre in armonia grazie alla guida dei sovrani, il saggio re Cole e sua moglie, la regina Grace, molto amata dal popolo per la sua bontà e gentilezza, che dimostra a tutti indistintamente. La loro figlia, la principessa Biancaneve, ammira molto sua madre e le promette di essere come lei un giorno, ma purtroppo la regina Grace muore dopo breve tempo di malattia, lasciando distrutti il marito, la figlia e il popolo intero.
Passano gli anni e la giovane Biancaneve è ormai cresciuta, diventando una bella ragazza molto popolare ma poco somigliante alla madre in quanto a carattere; alla giovane principessa infatti interessa più divertirsi e fare festa piuttosto che occuparsi del suo popolo e partecipare a eventi di beneficenza come faceva la regina Grace. Una sera, mentre si sta preparando per andare a un torneo con le amiche, suo padre le fa notare che i doveri di una principessa vanno oltre le occasioni mondane e le ricorda che quella stessa sera dovrebbe andare a fare visita ai bambini in orfanotrofio, cosa che Biancaneve non è molto entusiasta di fare. Alla fine le insistenze della giovane hanno la meglio e re Cole la lascia andare, non senza averle fatto promettere di tornare a casa all'ora stabilita e comportarsi bene.
Così Biancaneve arriva alla festa con le sue amiche Cappuccetto Rosso, Riccioli D'oro e la pastorella Bo Peep e assistono al torneo tra sir Simon Sempliciotto e sir Peter, che si conclude con la vittoria di quest'ultimo. Durante il ballo, Biancaneve e Peter danzano assieme e parlano della regina Grace, ma mentre il ragazzo loda la generosità della donna, la principessa parla principalmente della bellezza della madre, cosa che lascia sir Peter perplesso. Più tardi, invece di tornare a casa all'ora prestabilita, Biancaneve continua a fare festa; i due aiutanti dello Stregone, Mambo e Munk (già apparsi nel primo film), osservano tutto dallo specchio che funge da finestra sul regno e rimangono sorpresi dal fatto che la principessa non assomigli affatto alla madre, chiedendosi il motivo di ciò.
Il mattino dopo quest'ultima sgattaiola nel castello cercando di non farsi notare, ma suo padre e l'assistente reale Grimm la scoprono comunque, e re Cole la rimprovera in maniera molto più brusca per avergli disobbedito, ricordandole che sua madre Grace non si comportava mai così. Al che Biancaneve, offesa, se ne va e il re ordina al suo assistente di trovargli una moglie, pensando che ciò possa far tornare la figlia sulla retta via. Grimm si dà da fare, ma tutte le pretendenti si rivelano inadatte e la fata madrina a cui è stato affidato il compito sta per arrendersi, quando le si presenta una donna identica alla regina Grace: costei è Lady Vanity, una terribile ed infida strega che con l'aiuto del suo scagnozzo Rumpelstiltskin e uno specchio magico, assume le sembianze della defunta sovrana per far innamorare di sé il re. Infatti Cole presenta la donna a Biancaneve, che rimane esterrefatta dalla sua somiglianza con la madre e non prende affatto bene la notizia che presto suo padre la sposerà.
Lady Vanity, dunque, per sbarazzarsi della ragazza, ordina allo specchio di fare qualcosa e questi fa apparire una mela stregata che farà dire a Biancaneve cose volgarmente offensive su tutti gli abitanti del regno, comprese le sue amiche e sir Peter, senza che lei ricordi nulla dell'accaduto.
Il giorno seguente, infatti, la principessa si reca in città e resta sorpresa del fatto che tutti la guardino male e che le sue amiche la odino. Disperata, ne parla con suo padre, che però è anch'egli deluso dal comportamentaccio della figlia e non la consola; al che Biancaneve fugge dal regno e si rifugia nella foresta, dove si imbatte in una casetta che si rivela essere abitata da sette nani. Loro riconoscono in lei la figlia della regina e le parlano di tutte le cose belle che la saggia Grace ha fatto per gli abitanti della foresta e per loro, lasciando Biancaneve commossa. Dopodiché i nani le chiedono perché si trovi nel bosco e lei racconta loro tutto; i sette decidono allora di aiutarla, a patto che la principessa faccia dei lavori per loro e per gli abitanti della foresta senza fare domande. Biancaneve, dapprima riluttante, pian piano inizia ad adeguarsi e quando lei e i nani riparano le case dei Tre porcellini, sembra aver iniziato a capire quanto sia gratificante aiutare gli altri. 
Nel frattempo nel Regno delle Favole Mambo e Munk, giunti lì con un tappeto volante, cercano di ritardare il matrimonio il più possibile, ma con scarsi risultati. Lady Vanity, intanto, diventa sempre più impaziente di diventare regina e assume sir Simon Sempliciotto e sir Peter come guardie personali, ordinando loro di tenere lontani da lei gli abitanti del regno; davanti a queste direttive, Peter inizia a insospettirsi. 
Nella foresta intanto, i nani hanno un altro compito per Biancaneve: fare da babysitter ai bambini di una donna che abita in una scarpa gigante. Una volta giunti lì la principessa, notando l'aspetto trascurato della signora, la aiuta a truccarsi e prepararsi in modo elegante e la donna la ringrazia di cuore, abbracciandola. Dopodiché, Biancaneve resta sola con i bambini ma sembra interessata più a curare il suo aspetto che a occuparsi dei piccoli; allora due dei fratelli le rubano una spazzola per dispetto e la principessa, arrabbiata, li insegue, ma questi finisce in una pozzanghera. Avvilita, viene avvicinata dalla bambina più piccola che, piangendo, le dice che loro non le piacciono. Al che Biancaneve le risponde che non è così e, su suggerimento di uno dei bambini, canta una ninnananna che sua madre le cantava sempre. Ricordando le parole della regina Grace e capendo finalmente quale sia la sua strada, Biancaneve decide che da quel momento aiuterà il prossimo, come la mamma.
Nel frattempo al castello Lady Vanity si vanta con Rumpelstiltskin della riuscita del suo piano e di essersi liberata della figliastra, non sapendo che Peter ha sentito tutto da dietro la porta. Il ragazzo parte alla ricerca di Biancaneve e la trova nella casa dei nani intenta ad aiutare Pinocchio e successivamente Humpty Dumpty. Egli la prega di tornare al castello per fermare il matrimonio tra suo padre e Lady Vanity, spiegandole che il re non sa chi realmente sia la sua futura moglie. Biancaneve dapprima non è convinta, credendo che suo padre voglia sposare la donna perché davvero innamorato, ma alla fine parte con Peter e i nani diretta al Regno delle Favole. 
Quella stessa sera tutto il popolo si riunisce per assistere al matrimonio tra re Cole e Lady Vanity ma, prima che la cerimonia sia conclusa, Biancaneve, partendo all'attacco, arriva e dice al padre di essere cambiata e di aver trovato la sua strada. La vile matrigna, però, la aggredisce verbalmente e insinua che la principessa non abbia mai fatto nulla per gli altri. Tuttavia, dal pubblico che sta per colpevolizzare Lady Vanity per il suo comportamentaccio estremamente malefico, tutti coloro che la ragazza ha aiutato durante la sua permanenza nella foresta raccontano ciò che ha fatto per loro e gli abitanti del regno rimangono sorpresi di sentire che Biancaneve è veramente cambiata in meglio. La giovane infine chiede scusa a tutti quelli che ha deluso, compreso suo padre, il quale la abbraccia commosso, felice di averla ritrovata. 
La crudele Lady Vanity però, furiosa nel vedere il suo piano fallire, ordina allo specchio di uccidere Biancaneve ma Peter la protegge con uno scudo, restando tramortito da uno dei raggi mortali sparati dal riflesso. Quando per la principessa sembra la fine, suo padre Cole le fa da scudo deviando il raggio e, aiutato dalla figlia, rispedisce il colpo verso lo specchio che si infrange, rivelando il vero aspetto di Lady Vanity che, in verità, è proprio sua madre, la regina Grace. Disperata, la strega crolla in lacrime, ma mentre i soldati si avvicinano per arrestarla, Biancaneve li ferma e perdona Lady Vanity senza nemmeno punirla. 
Rincuorata, quest'ultima se ne va assieme ai sette nani per redimersi e re Cole pone sulle spalle della figlia il mantello reale, dichiarando che finalmente è diventata una vera regina. Tutti festeggiano il felice epilogo della vicenda e Biancaneve balla un lento assieme a Peter ma, dalla torre dello Stregone, Mambo modifica la musica facendo ballare tutti quanti in maniera scatenata, con grande disappunto di Munk.

## Doppiaggio
| Personaggio            | Doppiatore originale | Doppiatore italiano |
| ---------------------- | -------------------- | ------------------- |
| Biancaneve             | Helen Niedwick       | Antonella Clerici   |
| Lo Specchio            | Jim Sullivan         | Jerry Calà          |
| Lady Vanity            | Cindy Robinson       | Laura Boccanera     |
| Re Cole                | Kelly Brewster       | Fabrizio Pucci      |
| Regina Grace           | Catherine Lavin      | Roberta Greganti    |
| Munk                   | Kirk Thornton        | Davide Lepore       |
| Mambo                  | Jim Sullivan         | Daniele Giuliani    |
| Cappuccetto Rosso      | G.K. Bowes           |                     |
| Sir Simon Sempliciotto | Doug Erholtz         | Stefano Skalkotos   |

## Distribuzione
Distribuito da Lionsgate, il 24 marzo 2009 il film è uscito negli USA direttamente in DVD.

### Date di uscita
IMDb
- Australia 17 febbraio 2009 (uscita DVD)
- USA 24 marzo 2009 (uscita DVD)
- Italia	2 ottobre 2009 (uscita cinema)
- Paesi Bassi 6 ottobre 2009	(uscita DVD)
- Argentina	15 dicembre 2009 (uscita DVD)
- Corea del Sud	25 febbraio 2010 (uscita DVD)
- Francia 19 ottobre 2010 (uscita DVD)

Alias
- Happily N'Ever After 2	USA (titolo originale)
- Biancaneve e gli 007 nani	Italia
- Colorín colorado 2	Argentina (titolo DVD)
- Happily N'Ever After 2: Snow White - Another Bite @ the Apple	Australia
- Il Etait Une Fois Blanche Neige, 1 Pomme, 3 Petits Cochons, 7 Nains	Francia (titolo DVD)